# Saga (piosenkarka)
Saga (ur. 1975) – szwedzka wokalistka i autorka tekstów, członkini zespołu Symphony of Sorrow.
Jej trzy płyty z cyklu My Tribute to Ian Stuart zostały nagrane w hołdzie dla brytyjskiego zespołu Skrewdriver i jego tragicznie zmarłego lidera Iana Stuarta Donaldsona.

## Dyskografia
- Symphony Of Sorrow – Paradise Lost (1999, Midgård Records)[3]
- Saga – My Tribute to Ian Stuart Volume 1 (2000, Midgård Records)[4]
- Saga – My Tribute to Ian Stuart Volume 2 (2000, Midgård Records)
- Saga – My Tribute to Ian Stuart Volume 3 (2001, Midgård Records)
- Saga – Live and Kicking (2001, Midgård Records)[5]
- Midgård – Pro Patria III (2003, Midgård Records)[6]
- Symphony Of Sorrow – Symphony Of Hatred (2005, Midgård Records)[7]
- Saga – On My Own (2007, Midgård Records)[8]
- Saga – Comrades Night Live (2009, Midgård Records)[9]
- Saga – Weapons Of Choice (2014, Midgård Records)[10]